# Syrnewo
Syrnewo (bułg. Сърнево) – wieś w Bułgarii, w obwodzie Burgas, w gminie Karnobat. W 2023 roku liczyła 130 mieszkańców.